# بايو (مصطلح)

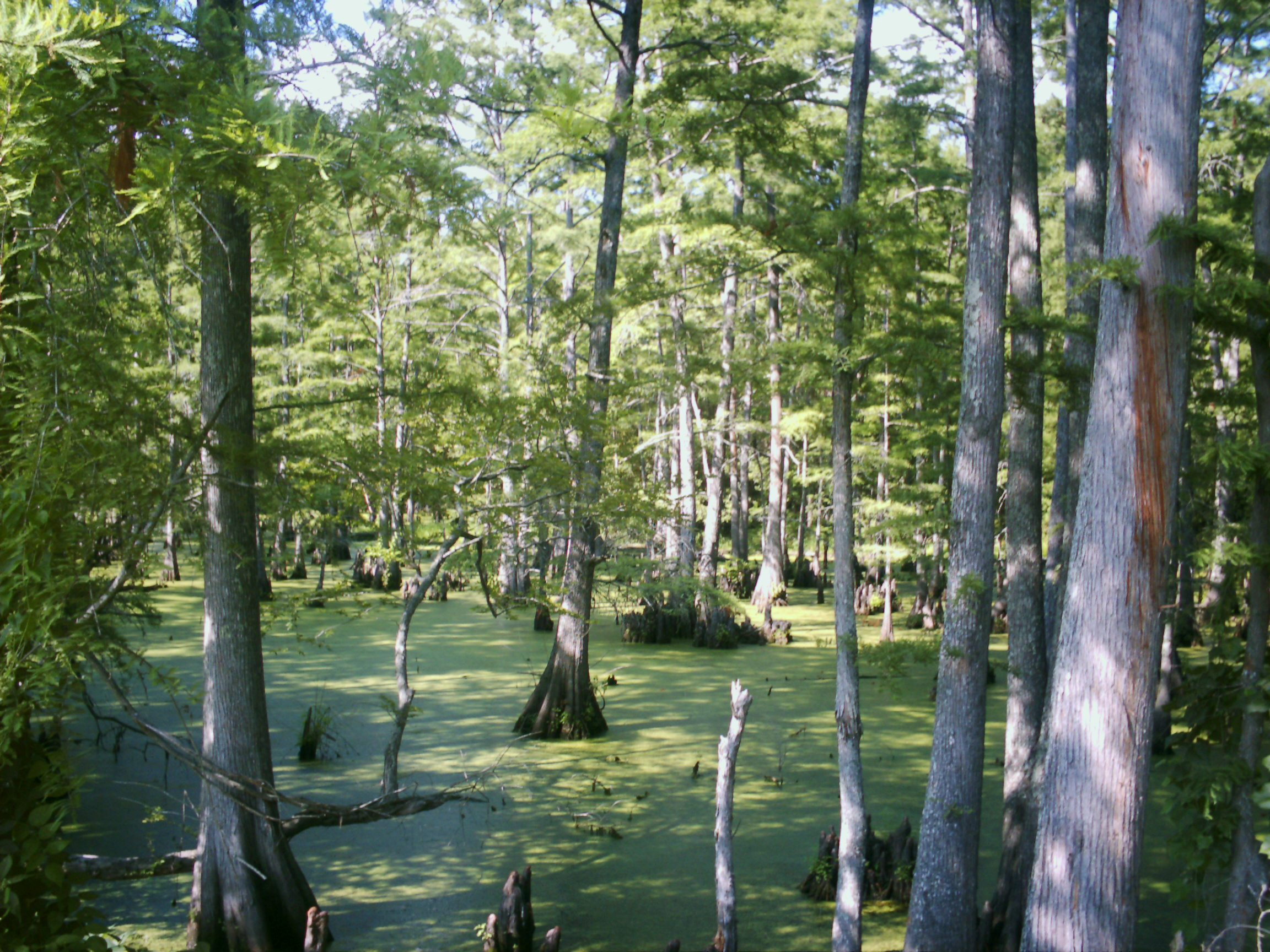

بايو أو خليج صغير (بالإنجليزية: Bayou)‏ هو مصطلح فرنسي إنجليزي يدل على المنخفضات المائية في المناطق المسطحة، وأحياناً يشير إلى حركة التيارات المائية أو الأنهار، أو إلى البحيرات والمستنقعات والأماكن الرطبة، يُعتقد بأن أصل هذه الكلمة عائد إلى ولاية لويزيانا في الولايات المتحدة من قبائل التشوكتاو.
‌